# Little Big Adventure
Little Big Adventure: Twinsen’s Adventure (oftmals einfach als LBA bezeichnet) ist ein ursprünglich für das SNES geplantes, jedoch 1994 für MS-DOS und PlayStation erschienenes Adventure von Adeline Software. Veröffentlicht wurde es in Europa von Electronic Arts und in den USA von Activision.
Bei diesem Spiel handelt es sich um ein in isometrischer Ansicht unter der Verwendung echter 3D-Polygonmodelle dargestelltes Adventure mit kleinen Entlehnungen aus den Genres der Rollenspiele und der Jump'n'Runs. Die Umgebung kann innerhalb bestimmter Grenzen vollkommen frei erkundet werden und bietet vielfältige Möglichkeit zur Interaktion. Nach der Erledigung bestimmter Aufgaben wird die Handlung in vollständig gerenderten Videosequenzen weitererzählt.
Die Figuren in diesem Spiel weisen eine für die damalige Zeit recht hohe künstliche Intelligenz auf und reagieren flexibel auf das Verhalten des Protagonisten, Twinsen. Dieser muss, um sein Ziel zu erreichen, verschiedene Level mit darin enthaltenen Gegnern, NSCs und Aufgaben durchqueren. Dazu stehen ihm vier verschiedene Verhaltensweisen (normal, sportlich, aggressiv und vorsichtig) zur Verfügung, die seine Fähigkeiten zur Bewegung, zum Kampf und zur Interaktion mit anderen beeinflussen. Die sehr umfangreichen Dialoge mit den vorhandenen NSCs sind vollständig gesprochen, es gab jedoch später noch eine Diskettenversion ohne Sprache. Wie in Adventures üblich gibt es eine kleine Menge an nützlichen Gegenständen, die man bei sich tragen kann, und zur Lösung von Aufgaben und Puzzles verwendet.
Es existiert ein einfaches Echtzeitkampfsystem im Action-Stil, welches neben einfachen Nahkampfaktionen wie Tritte und Schläge die beiden Waffen des Haupthelden verwendet, einen Säbel und einen magischen Ball, den er auf verschiedene Weisen werfen kann. Auseinandersetzungen sind jedoch kein Hauptaspekt des Spiels, es gibt verschiedene unbesiegbare Gegner und häufig ist ein Vorbeischleichen oder eine anderweitige Lösung vorzuziehen. Dazu kommt, dass Gegner bei der Entdeckung von Twinsen intelligent reagieren und Hilfe holen, während sie sonst ihrer normalen Tätigkeit nachgehen.

## Handlung und Spielwelt
Die Hauptfigur des Spiels ist Twinsen, ein Quetch. Neben den menschenähnlichen Quetchen wird der Planet Twinsun außerdem von Dickos (elefantenähnlich), Haasis (hasenähnlich) und Pummeln (kleinwüchsig und kugelförmig) bewohnt. Trotz dieser harmlos und kindisch wirkenden Bewohner verfolgt das Adventure eine actionreiche und teils subversive Geschichte: Twinsen, der im Traum immer wieder den Untergang der Welt sieht, ist als Freiheitskämpfer unter dem Diktator Dr. Funfrock inhaftiert und soll hingerichtet werden. Nach der Flucht aus dem Gefängnis und der Heimkehr zu seiner Frau Zoe wird diese vor seinen Augen entführt.
Twinsen begibt sich auf die Suche nach ihr und bereist dabei die Welt Twinsun, wobei er, teils mit der Unterstützung anderer Rebellen, Dr. Funfrocks Fabriken sabotiert. Dazu zählen das Klonzentrum und das Beamzentrum (im Spiel wird diese Technologie fälschlicherweise „Biemen“ geschrieben), wo Funfrock eine Armee von Klonen herstellt und deren Soldaten per Teleporter an die unterschiedlichsten Orte befördert. Um an seine Waffen und andere Ausrüstungsgegenstände zu kommen, muss Twinsen auch mystische Orte, wie den unter dem Wüstensand liegenden Bù-Tempel oder einen Bergsee, aufsuchen und einmal sogar einen Einbruch in ein Museum verüben.
Auf seiner Reise gelingt es ihm auch, Zoe wieder zu befreien, doch Twinsun ist erst gerettet, nachdem Dr. Funfrock im Kampf auf einer Baustelle besiegt wurde, wo dieser versucht hatte, göttliche Energien im Innern Twinsuns anzuzapfen. Die Göttin Sendell erscheint daraufhin am Ende des Spiels persönlich, um Twinsen ihren Dank auszusprechen, und die von der Diktatur befreiten Bewohner feiern gemeinsam ein großes Fest.

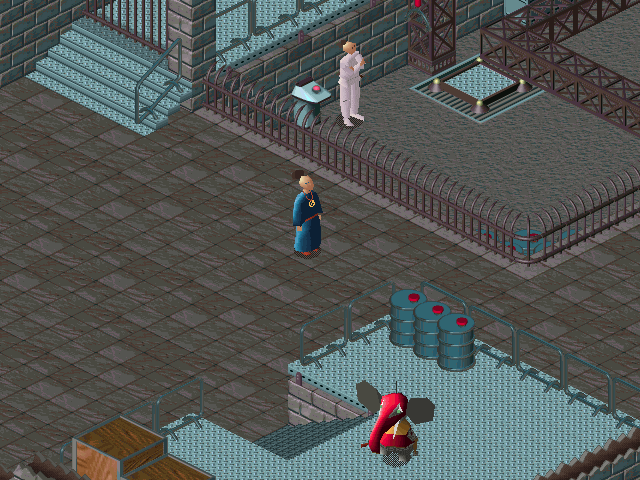
Ansicht im Spiel
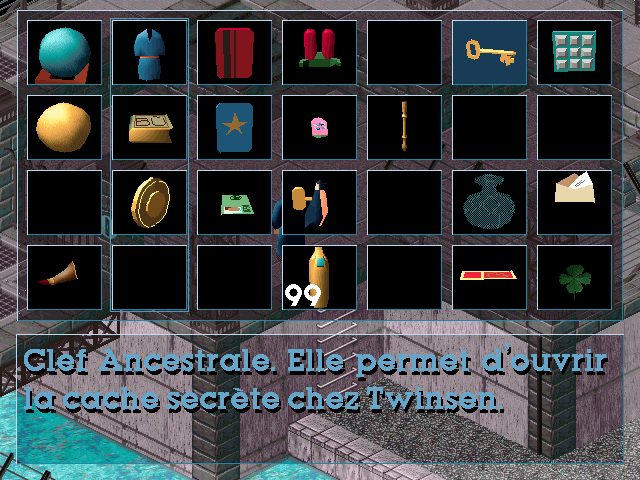
Inventarbildschirm
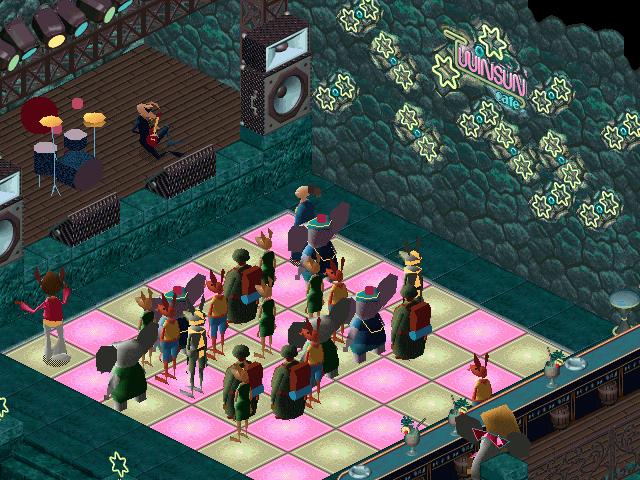
Ansicht im Spiel
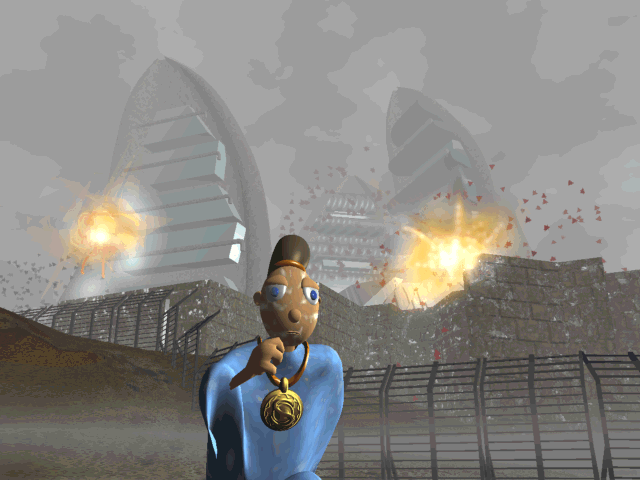
Protagonist Twinsen
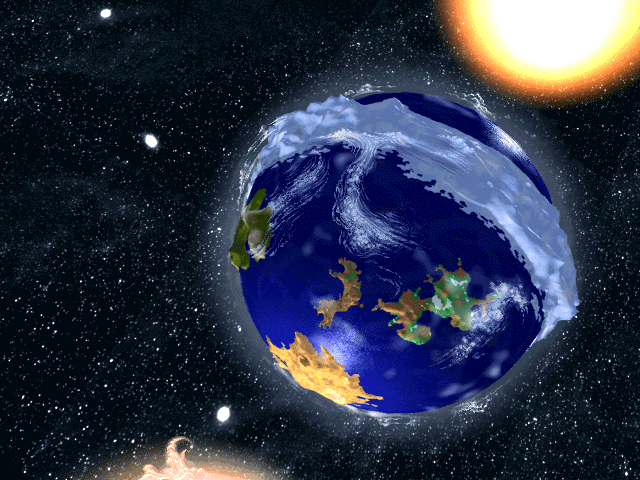
Planet Twinsun

## Nachfolger
1997 erschien der Nachfolger Little Big Adventure 2 (US-Titel: Twinsen's Odyssey) vom selben Hersteller.
Während über große Strecken das Grundprinzip des Spiels beibehalten wurde, gab es auch Änderungen. Bewegungen in der Außenwelt von Planeten, die man nun bereisen konnte, wurden in einer 3D-Umgebung dargestellt. Zudem wurde ein deutlich höherer Wert auf Auseinandersetzungen mit Gegnern gelegt, wofür auch das Waffenarsenal von Twinsen stark vergrößert wurde.
Das Spiel handelt von einer Invasion der Esmerier, die sich zunächst als friedliche Besucher aus dem All ausgeben, später jedoch alle Magier und Kinder von ganz Twinsun entführen. Twinsen bricht zum Heimatplaneten der Esmerier auf und kommt dort einer Verschwörung auf die Spur, in die der Kaiser der Esmerier und der angeblich wiederauferstandene Gott Dark Monk verwickelt sind. Schließlich entdeckt Twinsen, dass Dark Monk in Wahrheit Dr Funfrock ist, der es erneut darauf abgesehen hat, Twinsun zu zerstören und die magischen Kräfte aus dem Inneren des Planeten zu absorbieren. Es gelingt Twinsen jedoch, sowohl den Kaiser als auch Funfrock auszuschalten, und die Zerstörung von Twinsun mit den Kräften von Sendell und der Unterstützung der Esmerier zu verhindern.

## Portierungen
Seit 2014 gibt es im Google Play Store und im App Store eine kostenpflichtige Portierung von Little Big Adventure für Android und iOS von DotEmu. Die Umsetzung trägt lediglich der Bedienung via Touchscreen Rechnung, es wird überdies ein verbessertes Wegfindungssystem erwähnt sowie die Kompatibilität mit einzelnen Gamecontrollern. Die Spielmechanik wurde dabei ebenfalls angepasst.

## Rezeption
Little Big Adventure besitze einen innovativen Grafikstil und gelungene Animationen. Einige Rätsel seien spielerisch schwach und Schauplätze werden bei Wiederbetreten zurückgesetzt, was dem Gefühl für eine authentische Spielwelt schade. Das nur sporadisch mögliche Speichern und die lieblose deutsche Sprachausgabe wurden kritisiert. Es zeige technologisch so nie dagewesenes und stecke voller liebevoller Details sowie unzähliger Scherze. Der Soundtrack sei genial komponiert, die Geräuschkulisse authentisch. Der Schwierigkeitsgrad sei zwar nicht unfair, jedoch sehr hoch. Die isometrische Perspektive sei manchmal ungünstig und Echtzeitkämpfe fehlen.
Die PlayStation-Portierung sei ohne technische Verbesserungen erfolgt. Es erfolge weiterhin ein Bildschirmwechsel am Rand anstelle eines flüssigen Scrollings.